# Hanny Kellner
Hanny Kellner (Viena, Imperi Austrohongarès, 31 d'octubre de 1892 – ?) va ser una saltadora austríaca que va competir a començaments del segle xx.
El 1912 disputà la prova de palanca de 10 metres del programa de salts, on quedà eliminada en la primera ronda.